# Football Club Torinese
El Football Club Torinese fue un equipo de fútbol fundado en 1894 en Turín con el nombre de "FC Torinese".
Fue uno de los clubes más fuertes de Italia en el momento de ser pionero en el fútbol y participó en el primer campeonato italiano; para la ocasión vestido con un uniforme de rayas verticales de oro - negro deseado por su primer presidente, el marqués Alfonso Ferrero Ventimiglia , de malla que se mantuvo a continuación, siempre.
En 1900 absorbió a otro club importante en la ciudad, la Internacional de Turín fundada en 1891.
El 3 de diciembre de 1906 dio la bienvenida a un grupo de disidentes de la Juventus, dirigido por Alfred Dick, con quien operó una fusión para dar vida a Turín.
Durante varios años, el futuro comisario técnico del nacional Vittorio Pozzo fue jugador de fútbol.
- Datos: Q534448